# مير كلام
مير كلام خان وزير (بالباشتونية / بالأردية: میرکلام خان وزیر) سياسي باكستاني منتخب في الجمعية الإقليمية لخيبر بختونخوا. وقيادي في حركة بشتون تحفظ.

## حياته السياسية
ترشح مير كلام في انتخابات مقاطعة خيبر بختونخوا عام 2019 في 20 يوليو 2019 كمستقل، وفاز في الانتخابات بفارق 4079 صوتًا على الوصيف مير صادق الله من جماعة علماء الإسلام، حيث حصل على 12,057 صوتًا بينما حصل صادق الله على 7978 صوتًا.